# З тобою, так
«З тобою, так» (ісп. Contigo sí) — мексиканський телесеріал 2021 року у жанрі драми та створений компанією Televisa. В головних ролях — Алехандра Роблес Гіл, Даніло Каррера, Брандон Пеніче, Ернесто Лагуардія, Барбара Іслас, Анетт Мішель. Перша серія вийшла в ефір 11 жовтня 2021 р. Серіал має 1 сезон. Завершився 120-м епізодом, який вийшов у ефір 25 березня 2022 р. Продюсер серіалу — Ігнасіо Сада.
Серіал є адаптацією мексиканського серіалу «Вівіана», 1978 року.

## Сюжет
Анхела Гутьєррес — молода медсестра та студентка-медик, яка живе в селищі на березі океану, яку спокусив Альваро Вільялобос, амбітний хлопець, який відвідує селище під час відрядження, щоб збудувати там лікарню. Вони одружуються, згодом він кидає її, щоб повернутися в Мехіко, де він одружується з Самантою. Анхела вирішує вирушити до столиці в пошуках Альваро, але дізнається про обман, у цей же час вона знайомиться з Леонардо. Він молодий лікар, який закохується в неї і дбає про неї, поки Анхела перебуває у столиці. Анхела невпинно боротиметься проти негараздів, які доля приготувала для неї, у пошуках справжнього кохання.

## Актори та ролі
| Актор                | Роль                                |
| -------------------- | ----------------------------------- |
| Алехандра Роблес Гіл | Анхела Гутьєррес Ідальго            |
| Лара Кампос          | Анхела в дитинстві                  |
| Даніло Каррера       | Альваро Вільялобос Уртадо           |
| Брандон Пеніче       | Леонардо Сантільяна Моран           |
| Ернесто Лагуардія    | Херардо Вега Нуньєс                 |
| Барбара Іслас        | Саманта Вега Гвардіола              |
| Анетт Мішел          | Мірта Моран                         |
| Таня Лісардо         | Луз Герерро                         |
| Лісардо              | Анібал Тревіно                      |
| Мануель Ландета      | Сандро Сантільяна                   |
| Педро Морено         | Хосуе Гутьєррес                     |
| Марія Прадо          | Консепсьон Гутьєррес «Мама Кончіта» |
| Анна Чоккетті        | Крістіна                            |
| Алехандро Томмазі    | Іманол                              |

## Сезони
| Сезон | Епізоди | Епізоди | Оригінальний показ | Оригінальний показ | Оригінальний показ |
| Сезон | Епізоди | Епізоди | Перший показ       | Останній показ     | Мережа             |
| ----- | ------- | ------- | ------------------ | ------------------ | ------------------ |
| 1     | 120     | 120     | 11 жовтня 2021     | 25 березня 2022    | Las Estrellas      |

## Аудиторія
| Країна трансляції | Сезон | Розклад     | Серії | Перший ефір       | Перший ефір | Останній ефір      | Останній ефір | Середній бал |
| Країна трансляції | Сезон | Розклад     | Серії | Дата              | Дата        | Дата               | Дата          | Середній бал |
| ----------------- | ----- | ----------- | ----- | ----------------- | ----------- | ------------------ | ------------- | ------------ |
| Мексика           | 1     | 16:30—17:15 | 120   | 11 жовтня 2021 р. | 2,39        | 25 березня 2022 р. | 2,80          | 2,40         |
| Бразилія          | 1     | 15:30—16:15 | 120   | 22 квітня 2024 р. | 3           | 4 жовтня 2024 р.   | -             | -            |

## Нагороди та номінації
| Рік  | Премія                       | Категорія | Номінант             | Результат |
| ---- | ---------------------------- | --------- | -------------------- | --------- |
| 2022 | TV Adicto Golden Awards 2022 | Відкриття | Алехандра Роблес Гіл | Перемога  |

## Версії
| Рік  | Країна    | Українська назва | Оригінальна назва | Кількість | Кількість | В головних ролях                                 | Компанія                        | Канал                           |
| Рік  | Країна    | Українська назва | Оригінальна назва | сезонів   | серій     | В головних ролях                                 | Компанія                        | Канал                           |
| ---- | --------- | ---------------- | ----------------- | --------- | --------- | ------------------------------------------------ | ------------------------------- | ------------------------------- |
| 1978 | Мексика   | Вівіана          | Viviana           | 1         | 208       | Лусія Мендес, Ектор Бонілья, Хуан Феррара        | Televisa                        | Canal de las Estrellas          |
| 1968 | Венесуела | Обман            | El engaño         | 1         | 55        | Кончита Обач, Рауль Амундарай                    | Radio Caracas Televisión (RCTV) | Radio Caracas Televisión (RCTV) |
| 1985 | Мексика   | Проходять роки   | Los años pasan    | 1         | 100       | Лаура Флорес, Мануель Саваль, Гільєрмо Муррай    | Televisa                        | Canal de las Estrellas          |
| 1998 | Мексика   | Каміла           | Camila            | 1         | 90        | Бібі Гайтан, Едуардо Капетільйо, Енріке Лісальде | Televisa                        | Canal de las Estrellas          |